# توتينغ بيك (محطة مترو أنفاق لندن)
توتينغ بيك (بالإنجليزية: Tooting Bec)‏ هي إحدى محطات مترو أنفاق لندن. تقع على خط نورذيرن أفتتحت في المنطقة (Zone) رقم 3 أفتتحت في 13 سبتمبر 1926.